# Alcântara (Espanha)
Alcântara (em castelhano: Alcántara) é um município raiano da Espanha na comarca de Alcântara, província de Cáceres, comunidade autónoma da Estremadura. Tem 552 km² de área e em 2021 tinha 1 386 habitantes (densidade: 2,5 hab./km²). Faz parte da  Mancomunidade Tejo-Salor.

## Extensão e limites
O território municipal de Alcântara tem 552 km² e os seguintes limites:
- Zarza la Mayor, Ceclavín e Acehúche a norte.
- Piedras Albas enclavado a norte.
- Portezuelo e Garrovillas de Alconétar a leste.
- Mata de Alcántara, Brozas e Navas del Madroño a sudeste.
- Villa del Rey e Brozas a sul.
- Salorino e Membrío a sudoeste.
- O concelho português de Idanha-a-Nova a oeste.

## Demografia
| Variação demográfica do município entre 1991 e 2004 [carece de fontes?] | Variação demográfica do município entre 1991 e 2004 [carece de fontes?] | Variação demográfica do município entre 1991 e 2004 [carece de fontes?] | Variação demográfica do município entre 1991 e 2004 [carece de fontes?] |
| ----------------------------------------------------------------------- | ----------------------------------------------------------------------- | ----------------------------------------------------------------------- | ----------------------------------------------------------------------- |
| 1991                                                                    | 1996                                                                    | 2001                                                                    | 2004                                                                    |
| 2076                                                                    | 1876                                                                    | 1732                                                                    | 1725                                                                    |